# Reglas de negocio
Las Reglas del Negocio o Conjunto de Reglas de Negocio (Business Rules, por su descripción en inglés) describe las políticas, normas, operaciones, definiciones y restricciones presentes en una organización y que son de vital importancia para alcanzar los objetivos misionales.
Ejemplos de reglas de negocio: "Un cliente al que facturamos más de 10.000 al año es un cliente de tipo A", "A los clientes de tipo A les aplicamos un descuento del 10% en pedidos superiores a 3.000".
Las organizaciones funcionan siguiendo múltiples reglas de negocio, explícitas o tácitas, que están embebidas en procesos, aplicaciones informáticas, documentos, etc. Pueden residir en la cabeza de algunas personas o en el código fuente de programas informáticos.
En los últimos años se viene observando una tendencia a gestionar de forma sistemática y centralizada las reglas de negocio, de modo que sea fácil y sencillo consultarlas, entenderlas, utilizarlas, cambiarlas, etc. Para ello se puede utilizar un motor de reglas de negocio. El motor de reglas de negocio es un sistema que se configura para dar servicio a las necesidades de negocio a través de la definición de objetos y reglas de negocio, el software se rige por flujos que derivan responsabilidades a los distintos cargos de la empresa repartiendo así el trabajo equitativa y cuantitativamente, cuándo, quién y dónde tiene que desempeñar la tarea asignada.
Las reglas de negocio son un medio por el cual la estrategia es implementada. Las reglas especifican - en un nivel adecuado de detalle - lo que una organización debe hacer.

## Características
Las reglas de negocio deben ser:
1. Declarativas.
2. Atómicas.
3. Construidas de manera independiente y distinta.
4. Expresadas en lenguaje natural.
5. Orientadas al negocio.

## Especificación Formal
Las reglas del negocio pueden ser expresadas en un lenguaje formal de acuerdo a la naturaleza de la organización. Los lenguajes más ampliamente utilizados (2008) incluyen UML, Notación Z, Business Process Execution Language, Business Process Modeling Notation y Semantics of Business Vocabulary and Business Rules (SBVR)

## Las Reglas de Negocio y la Gestión por Procesos
Los Procesos de Negocio son grupos de actividades coordinadas que tienen el objetivo de conseguir un fin. Estas actividades deben plantearse siguiendo unos principios y normas que se denominan Reglas. 
Aunque las Reglas de Negocio no son vinculantes para la Gestión por Procesos, la potencian enormemente y aumentan sus beneficios.
Las Reglas de Negocio se deben definir de manera independiente de los Procesos con los que la empresa funciona,  ya que, aunque están muy relacionadas, no están supeditadas a éstos ni a los cambios que éstos puedan sufrir. 
Esta independencia es de vital importancia para las suites BPM (Business Process Management o Gestión por procesos de Negocio) ya que permite que si se dan cambios de políticas de la empresa, los Procesos se actualicen automáticamente sin necesidad de cambiar las Clases de Proceso, únicamente bastaría con cambiar las Reglas de Negocio.
Tomando como ejemplo la gestión del Riesgo de Crédito en una entidad financiera, en la práctica, el sistema funcionaría de esta forma:
- Por una parte, la entidad habrá determinado sus Reglas de Negocio corporativas. Entre ellas, en el ejemplo, las que hacen referencia a los riesgos crediticos.
- Y por otra, habrá diseñado un Proceso Gestión de Créditos que comprenda la solicitud, evaluación previa, análisis de riesgo, aprobación, formalización, desembolso, cobranza y recuperación y seguimiento. 
En el día a día, cuando un cliente solicita un crédito,  la suite BPM de la entidad pondrá en marcha el Proceso, que de forma automatizada irá enviando la corriente por todas sus fases y aplicando en cada caso, también de forma automática, las Reglas determinadas.

## Herramientas para la Gestión de Reglas de Negocio
Existen herramientas de manejo de Reglas como :
- onRules (Delta-R)

- IBM WebSphere ILOG JRules.

- RuleBurst.

- Oracle Business Rules

- Microsoft Business Rules Engine.

- JBoss Rules

- Dinno Corp

- REM

- Eximia

- Wolman Rules Engine (WRE)

- Netviax GLAS Rules Engine (Travel)